# Virgin Australia

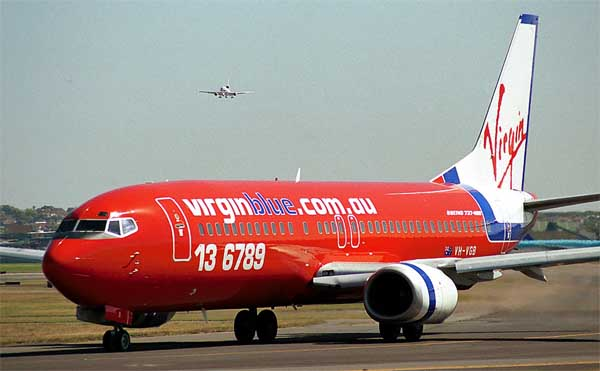
Egy Virgin Blue Boeing 737-es

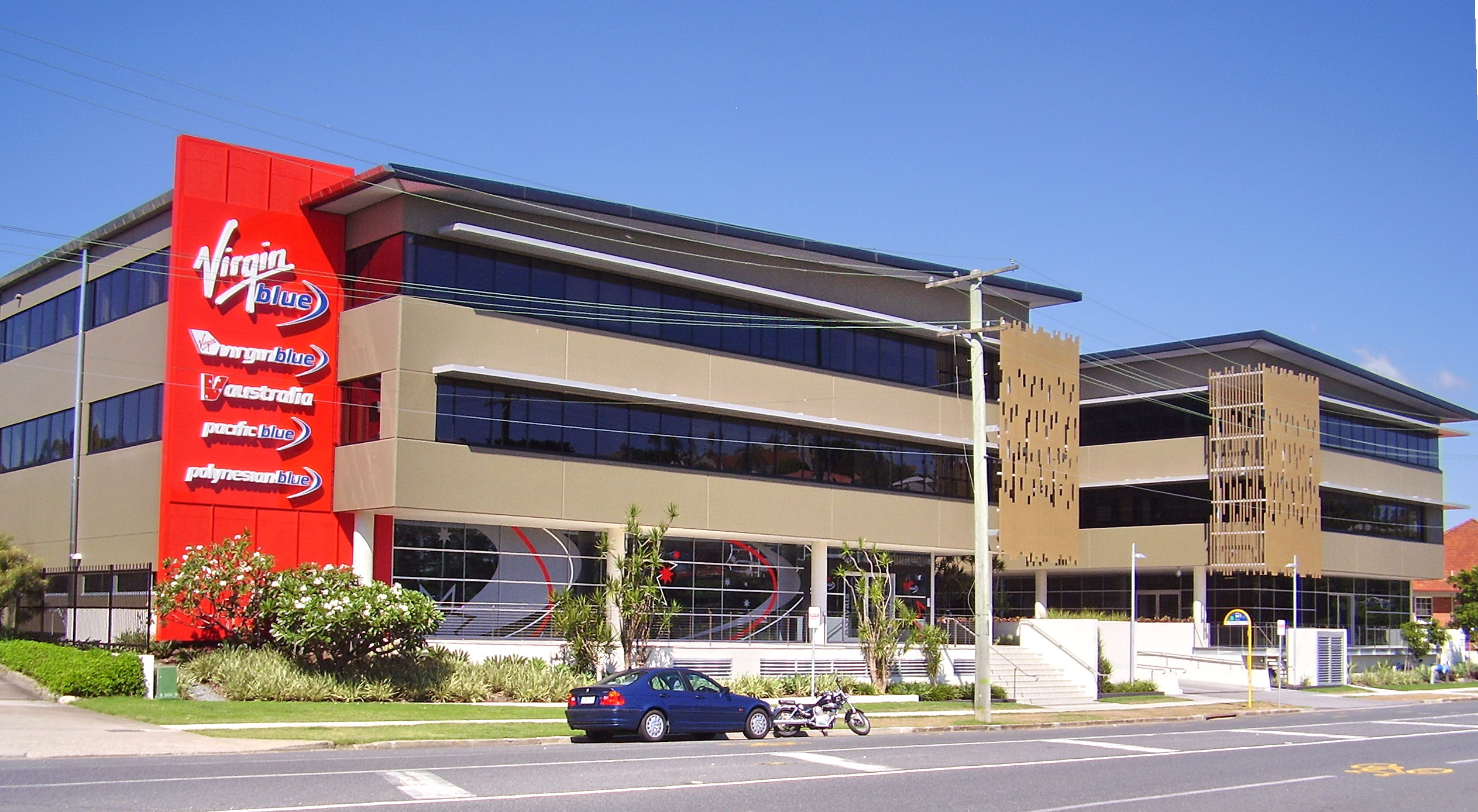
A Virgin Blue székháza, Bowen Hills, Queensland, Ausztrália

A Virgin Australia Ausztrália második legnagyobb légitársasága. A társaságot a Richard Branson brit üzletember elnökölte Virgin Group alapította Virgin Blue néven 2000-ben, és az évek során flottáját tekintve a legnagyobb „Virgin” márkajelű légitársasággá nőtte ki magát.

## Elnevezés
A korábbi Virgin Blue elnevezés egy nyílt rádiós pályázat eredménye volt, amelyet 2000. február 5-én hirdettek meg egy brisbane-i rádióban. A győztes elnevezés végül 3200 pályázat közül került ki, amit a légitársaság 2000 májusában jelentett be (addig Virgin Australia-ként hivatkoztak a frissen alapított társaságra). A „Virgin” a légitársaság eredetére utalt, míg a „Blue” egy szójáték volt a „true blue” kifejezéssel – melynek mai jelentése eredeti/igazi ausztrál -, valamint a „blue” (vagy „bluey”) szóval, ahogyan régen a tipikusan vörös hajú (angolszász) bevándorlókat hívták, akik 1788-tól érkeztek Ausztrália földjére. A szójáték tehát ezt a két jelentést olvasztotta össze, utalva a Virgin repülőgépek tipikus vörös festésére, valamint a légitársaság „igazi aussie” mivoltára.
A jelenlegi Virgin Australia elnevezést a társaság 2011. május 4-e óta használja. Ezen a napon, több hónapos titkolózást követően, hivatalosan is átnevezték a légitársaságot, amely egyben teljes arculatváltozáson is keresztülment. A gépek új festést, a társaság új logót kapott. Az új arculat bemutatása alkalmából két gépet festettek át, a teljes flotta fokozatos veszi fel az új arculatot. A flotta méretét tekintve a teljes arculatváltás hosszabb időt fog igénybe venni.

## Története
Az első Virgin Blue járat 2000. augusztus 31-én szállt fel. Kezdetben – két lízingelt Boeing 737–400-assal – napi 7 oda-vissza járatot üzemeltettek a Brisbane-Sydney várospár között. A társaság innen fejlődött a ma is ismert, az üzemeltetett járatokkal az összes ausztrál nagyvárost és főbb turisztikai központot elérhetővé tevő céggé.
A Virgin Blue belépése az ausztrál légiközlekedési piacra rendkívül jól időzített lépésnek bizonyult, hiszen a társaság rövid időn belül képes volt betölteni az Ansett 2001. szeptemberi csődje nyomán keletkezett vákuumot a belföldi piacon. Az Ansett csődje tette lehetővé azt is, hogy a Vigin Blue rekord idő alatt Ausztrália második legnagyobb belföldi légitársaságává nője ki magát, és ne csak egy olcsó alternatíva legyen a már piacon lévő légitársaságok mellett néhány várospár esetében.

## Úticélok
| Ausztrál fővárosi terület - Canberra Dél-Ausztrália - Adelaide Északi terület - Ayers Rock - Darwin Karácsony-sziget Kókusz (Keeling)-szigetek Nyugat-Ausztrália - Broome - Karratha - Newman - Perth - Port Hedland | Új-Dél-Wales - Albury - Ballina - Coffs Harbour - Newcastle - Port Macquarie - Sydney Queensland - Brisbane - Cairns - Gold Coast - Hamilton Island - Hervey Bay - Mackay - Proserpine (Whitsunday Coast) - Rockhampton - Sunshine Coast - Townsville | Victoria - Melbourne - Mildura Tasmania - Hobart - Launceston |

## Flotta
A Virgin Blue flottáját az alábbi gépek alkotják 2011 januárjában:
VH-BZG: a rendhagyó lajstromjel Brett Godfrey, a 2010. májusában leköszönt korábbi vezérigazgató-cégalapító tiszteletére került kiadásra (Brett és felesége, Zahra Godfrey kezdőbetűi), maga a gép pedig a "Brett's Jet" nevet viseli.

## Társ légitársaságok

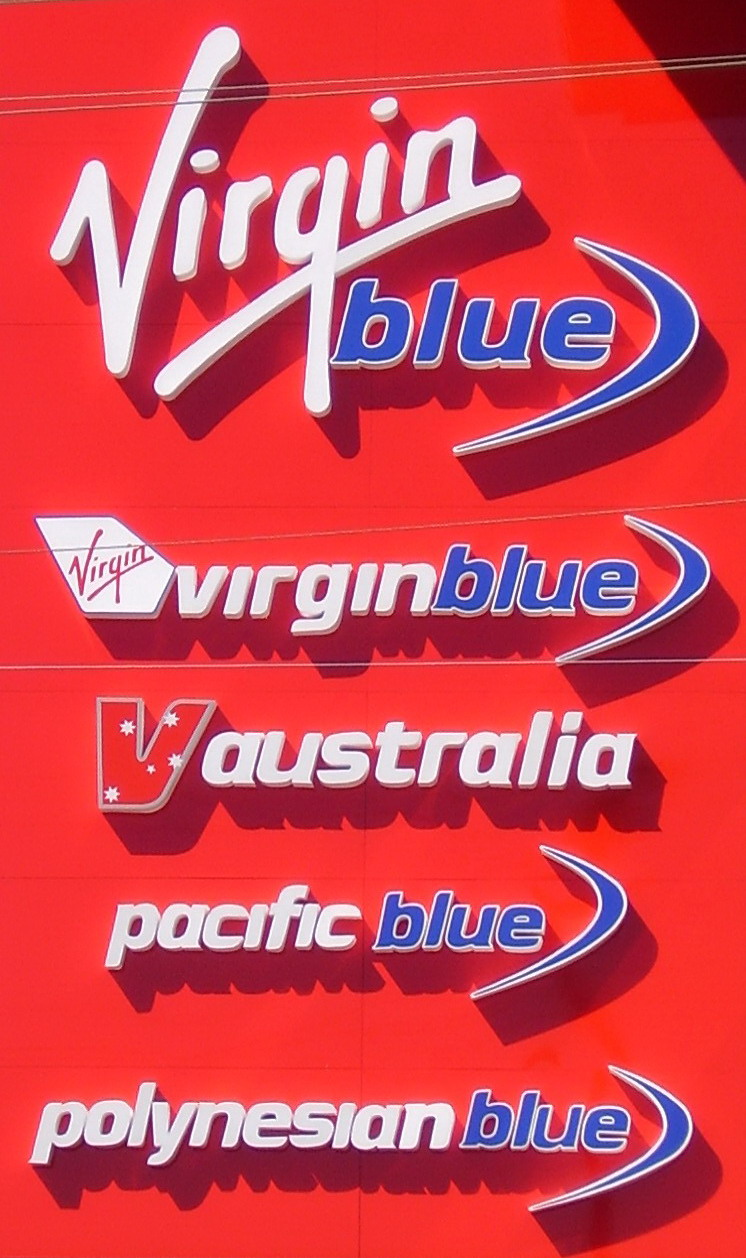

A Virgin Blue Holdings Limited még a további légitársaságok tulajdonosa és üzemeltetője:
- Pacific Blue – Nemzetközi járatokat üzemeltet a Tasman-tenger két partja között, néhány csendes-óceáni szigetre és Délkelet-Ázsiába (Indonézia, Thaiföld). Székhelye Christchurchben van.
- Polynesian Blue – A Virgin Blue (51%) és Szamoa kormányának (49%) közös vállalata egyetlen Boeing 737–800-as repülőgéppel, mely Ausztrália, Új-Zéland és néhány csendes-óceáni sziget között közlekedik. A gépet a Pacific Blue üzemelteti.
- V Australia – Hosszútávú járatokat üzemeltet a Csendes-óceán két partja között, a csendes-óceáni szigetvilágba, Thaiföldre, valamint Dél-Afrikába Boeing 777–300ER repülőgépekkel. A légitársaság első járata 2009. február 27-én szállt fel Sydneyből Los Angeles felé. Úticéljainak száma a flotta növekedésével folyamatosan bővül. Székhelye Sydney.

## Angol nyelvű külső hivatkozások
- Virgin Blue
- Virgin Group
- Pacific Blue
- V Australia